# Народна скупштина у манастиру Косијерево (1878)
Народна скупштина у манастиру Косијерево је трећа и посљедња скупштина устаничких вођа током Устанка у Херцеговини, одржана 23. фебруара по старом каленадру, то јесте 8. марта по новом календару, 1878. године у херцеговачком манастиру Косијерево који се налази на десној обали Требишњице, у мјесту по коме се и зове, на крајњем југозападу Бањана гдје је уједно било и сједиште устаничких вођа.

## Историјска подлога
Санстефански мир бива потписан 3. марта 1878. у мјесту Сан Стефану, малом месту западно од Цариграда. Санстефански уговор од 3. марта 1878. године, је предвиђена аутономија Босне и Херцеговине, то јесте тадашњег Босанског вилајета с чиме се Аустроугарска није сложила. И поред покушаја да се устанак и захтјеви уједине на цијелом простору Босне и Херцеговине до заједничких акција херцеговачких и босанских устаника није дошло. Територијални је идентитет, уз национални, код учесника устанка био и даље доминантан, па се у том смислу појам Босне и Херцеговине као заједнице двију покрајина и не спомиње. Осим тога, исказане разлике у третирању аутономије Босне и Херцеговине не потиру оно што им је заједничко, а то је јавни отпор против могуће окупације Аустроугарске и визија уједињења са Србијом и Црном Гором, када се за то стекну политички услови. 

## Скупштина
Народна скупштина у манастиру Косијерево одржана 1878. године представља посљедњу скупштину херцеговачких устаника. Након што је устаничка скупштина у Тишковцу прогласила уједињење са Кнежевином Србијом истога дана је устаничка скупштина у Косијереву прогласила уједињење са Књажевином Црном Гором.

## Берлински конгрес
Босни и Херцеговини је Санстефанским споразумом дата аутономију што је за бечки кабинет био само корак према сједињењу са Србијом и Црном Гором. Питање Босне и Херцеговине је на Берлинскоме конгресу дошло на ред у његовој осмој сједници, одржаној 28. јуна 1878. године. У ово вријеме, Босанско-херцеговачки устанак је још трајао, а босански устаници су своје представнике већ раније упутили у Берлин са Меморандумом донесеним на скупштини у Тишковцу. Своје захтјеве су поставили у 17 тачака, а најистакнутије је њихово тражење да се Босна и Херцеговина или уједини са Србијом и Црном Гором или добије аутономију са правом да им босанска Народна скупштина бира гувернера. Што се тиче могућности окупације, напомињу како допуштају заузимање од стране србијанске војске или мјешовито заузимање од стране Србије и Црне Горе, чиме је непосредно дато до знања да не прихватају Аустроугарску окупацију.  Међутим, судбина Босне и Херцеговине је била ријешена већ прије дуго времена те су Меморандум представници устаника смјели предати конгресу, но захтјеви су им игнорисани. Аустроугарски пуномоћници су своју изјаву, као и сам Берлински уговор, потписали 13. јула 1878. године.
Члан 25. о Босни и Херцеговини гласи:
Покрајине Босна и Херцеговина биће посједнуте и управљане од Аустро-Угарске. Пошто влада Аустро-Угарске не жели, да се оптерети управом санџака новопазарског, који се међу Србијом и Црном Гором протеже у јужном правцу преко Митровице, ту ће османска влада и даље управљати. Међутим, да се осигура ново политичко стање и слобода и сигурност становништва, придржава се Аустро-Угарској право, да држи посаде и да на читавом простору тога дијела старог босанског вилајета имаде војничке и трговачке цесте. У ту сврху придржавају си владе Аустро-Угарске и Турске споразумјети се о детаљих.
Потписивањем Берлинског споразума, и окупацијом Босне и Херцеговине од стране Аустроугарске, угушен је Устанак у Босни и Херцеговине, као и било какав војни и политички вид аутономије, док су вође устанка углавном напустиле земљу.